# Nectriopsis queletii
Nectriopsis queletii är en svampart som tillhör divisionen sporsäcksvampar, och som först beskrevs av Petter Adolf Karsten, och fick sitt nu gällande namn av Gary Joseph Samuels. Nectriopsis queletii ingår i släktet Nectriopsis, och familjen Bionectriaceae. Arten är reproducerande i Sverige.
Arten är uppkallad efter den franske mykologen Lucien Quélet.